# عبد الله الجوادي الآملي
آية الله الشيخ عبد الله الجوادي الآملي (بالفارسية: عبدالله جوادی آملی) (1932 -..) فيلسوف، مفسر وعالم دين إسلامي ومرجع شيعي، مؤسس مؤسسة الإسراء للبحوث في مدينة قم الإيرانية، وأحد أبرز علماء الدين الإيرانيين وهو من تلامذة المفسر والفيلسوف الإسلامي الكبير محمد حسين الطباطبائي وهو من أشهر المفسرين والفلاسفة الشيعة في الوقت الراهن.
له عدة مؤلفات منها: تسنيم في تفسير القرآن، (معارف القرآن من خلال الحواميم السبع), (نظرية المعرفة في القرآن الكريم), (تفسير سورة إبراهيم), (العقيدة من خلال الفطرة في القرآن الكريم), (خمس رسائل), (اسرار الصلاة), (جمال المرأة وجلالها), (الحكمة عند الإمام علي في نهجه).

## ولادته
ولد آية الله الشيخ عبد الله الجوادي الآملي في سنة 1351هـ في مدينة آمل بشمال إيران، وكان والده الميرزا أبوالحسن الجوادي من العلماء والواعظين في هذه المدينة.

## دراسته
بدأ بدراسة العلوم الدينية عام 1364هـ في الحوزة العلمية بمدينة آمل، وفي عام 1369هـ سافر إلى العاصمة طهران؛ لإكمال دراسته الحوزوية، ودرس في مدرسة مروي، وفي عام 1374هـ سافر إلى قم المقدّسة، لإكمال دروسه العليا في الحوزة، واستقرّ بها. حیث یقوم حالياً بتدريس مرحلة البحث الخارج في الفقه، کما یعطی دروسا في تفسير القرآن الكريم في الحوزة العلمية بقم.

## مناصبه
1ـ عضو في مجلس خبراء القانون الأساسي.
2ـ عضو في هيئة القضاء العليا.
3ـ عضو في مجلس خبراء القيادة في الدورة الأُولى والثانية، ممثلاً عن أهالي محافظة مازندران.

## أساتذته
1-أبوه أبو الحسن
2- حسين الطباطبائي البروجردي
3- محمّد حسين الطباطبائي
4- محمّد اليزدي المعروف بـ المحقق الداماد
5- روح الله الخميني
6- محمّد تقي الآملي
7- هاشم الآملي
8- محمّد حسين فاضل التوني
9- مهدي محي الدين إلهي القمشئي
10-أبو الحسن الشعراني.

## الکتب
کتبه کثیره تبلغ مائة کتاب منها:
- تفسير التسنيم في 80 مجلد، طبع منه 34 مجلدا.
- الحياة العرفانية للإمام علي (ع)
- الحماسة والعرفان
- الامام المهدي(عج) الموجود الموعود
- أدب فناء المقربين شرح زيارة الجامعة الكبيرة ثلاثة اجزاء
- الإسلام والبيئة
- الحياة الخالدة في علم الأخلاق
- ولاية الإنسان في القرآن الكريم
- الحكمة النظرية والعملية في نهج البلاغة
- عليّ بن موسى الرضا (ع) والفلسفة الإلهية

وقد أنشأ معهد أبحاث ونشر «اسراء» لإجراء البحوث في مختلف مجالات العلوم الإسلامية والرد على الشكوك في الإسلام.
ومن كتب الفقه والقانون الاجتماعي لجوادي الآملي:
- اختيار مناسك الحج
- الحج (المجلد 1).
- الحج (المجلد 2).
- مصدر الفكر (المجلد 1)
- مصدر الفكر (المجلد 2)
- مصدر الفكر (المجلد 3)
- مصدر الفكر (المجلد 4)[4]

## مواقفه السياسية
استنكر آية الله «الجواي الآملي» نشر الرسوم المسئية إلى رسول الإسلام من قبل مجلة شارلي ايبدو واصفا هذا العمل بالجاهلية الحديثة.
وفي مجال الأسلحة النووية، قال في شكل رسالة بالفيديو أن الرسالة الرسمية للدين هي أنه لا ينبغي إنتاج أسلحة دمار شامل، ويجب القضاء على من أنتجها.